# Mozione di sfiducia

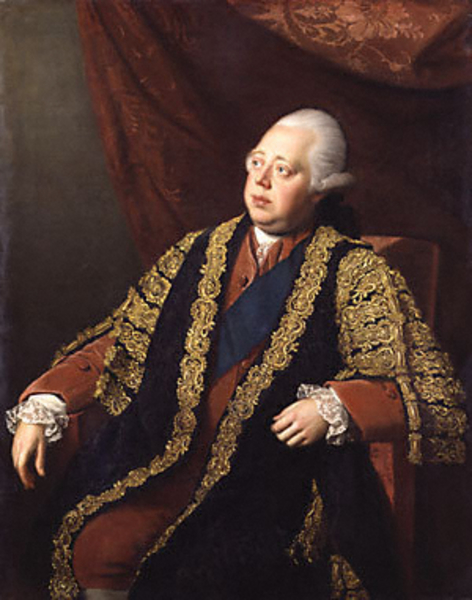
Il primo ministro del Regno Unito Frederick North, primo capo del governo a dimettersi a seguito di una mozione di sfiducia

La mozione di sfiducia (detta, in alcuni ordinamenti, mozione di censura) è un istituto tipico della forma di governo parlamentare e semipresidenziale; si tratta di un atto attraverso il quale il parlamento (o l'organo corrispondente di un ente territoriale) manifesta il venir meno del rapporto fiduciario con il governo (o l'organo corrispondente dell'ente territoriale).

## Storia
La prima mozione di sfiducia collettiva fu votata nel marzo 1782 quando, a seguito della sconfitta nella Battaglia di Yorktown durante la Guerra d'indipendenza americana, il parlamento britannico deliberò che «we can no longer repose confidence in the present ministers» ("non possiamo più riporre fiducia negli attuali ministri"); a seguito di questo voto il primo ministro Frederick North chiese al re Giorgio III di accettare le sue dimissioni.

## Tipologia
La mozione di sfiducia è proposta dai membri del parlamento; in genere le costituzioni prevedono che sia sottoscritta da un decimo dei componenti di una camera. Certe costituzioni, ad esempio quella tedesca e quella spagnola, prevedono che la mozione di sfiducia indichi anche il nome di chi viene proposto come primo ministro al posto di quello in carica (cosiddetta sfiducia costruttiva): è questa una soluzione finalizzata a rafforzare la stabilità del governo.
La mozione di sfiducia può essere proposta contro il governo (o il primo ministro, se il rapporto fiduciario intercorre solo con questo) oppure, in alcuni ordinamenti, contro un singolo ministro; se la mozione viene approvata, il governo oppure il ministro contro il quale è stata proposta si deve dimettere, altrimenti è revocato. Negli ordinamenti in cui, secondo la forma di governo da taluni definita neoparlamentare, il primo ministro è eletto direttamente dal corpo elettorale, l'approvazione della mozione di sfiducia comporta, oltre alle dimissioni del governo, lo scioglimento del parlamento e l'indizione di nuove elezioni.

## Ordinamento italiano
Nell'ordinamento italiano la Costituzione della Repubblica disciplina la mozione di sfiducia in due distinti articoli: il 94, riguardante il rapporto fiduciario intercorrente tra il Parlamento e il Governo, e il 126, comma 2, disciplinante l'istituto nelle regioni a statuto ordinario.

### A livello nazionale

#### Intero governo
Secondo l'art. 94 della Costituzione, il Governo deve avere la fiducia delle due Camere; ciascuna Camera può revocare la fiducia mediante mozione motivata e votata per appello nominale; la mozione di sfiducia deve essere firmata da almeno un decimo dei componenti della Camera nella quale è presentata e non può essere messa in discussione prima di tre giorni dalla presentazione.

#### Singolo membro del governo
Nel silenzio della costituzione, si è discusso sull'ammissibilità del voto di sfiducia nei confronti di un singolo ministro. A sostegno di tale possibilità è stato citato l'art. 95, comma 2°, della Costituzione: "I ministri sono responsabili (...) individualmente degli atti dei loro dicasteri". A confermare tale tesi erano intervenute una deliberazione della Camera dei deputati e una del Senato negli anni 1984 e 1985. Nell'ottobre 1995 fu proposta una mozione di sfiducia nei confronti dell'allora Ministro della Giustizia. La possibilità di tale mozione fu ammessa e chiarita dalla Corte costituzionale.
La sfiducia individuale permette di preservare il rapporto di fiducia tra Parlamento e Governo nel caso in cui sia minato esclusivamente dal comportamento di un singolo ministro.
È accaduto spesso che il presidente del Consiglio dei ministri si dimettesse una volta scoperto di non avere più il sostegno della maggioranza, prima che una mozione di sfiducia potesse essere approvata, o, in alcuni casi, persino prima che una mozione di sfiducia fosse stata presentata.
| Legislatura | Ministro                 | Ministero                                           | Data              | Camere              | Presentatori              | Voti     | Voti     | Voti     |
| Legislatura | Ministro                 | Ministero                                           | Data              | Camere              | Presentatori              | A favore | Contrari | Astenuti |
| ----------- | ------------------------ | --------------------------------------------------- | ----------------- | ------------------- | ------------------------- | -------- | -------- | -------- |
| IX          | Giulio Andreotti         | Affari esteri                                       | 30 ottobre 1984   | Senato              | PCI                       | 98       | 177      |          |
| IX          | Giulio Andreotti         | Affari esteri                                       | 30 ottobre 1984   | Senato              | SI                        | 95       | 174      |          |
| IX          | Giulio Andreotti         | Affari esteri                                       | 30 ottobre 1984   | Senato              | MSI                       | 15       | 258      |          |
| IX          | Franca Falcucci          | Pubblica Istruzione                                 | 3 dicembre 1986   | Camera dei deputati | PCI, SI, DP, PR           | 234      | 327      |          |
| X           | Carlo Donat-Cattin       | Sanità                                              | 9 febbraio 1989   | Camera dei deputati | PCI, SI, DP, Verdi        | 179      | 278      |          |
| X           | Antonio Gava             | Interno                                             | 25 maggio 1990    | Camera dei deputati | PCI, SI                   | 164      | 310      |          |
| X           | Guido Carli              | Tesoro                                              | 20 giugno 1991    | Camera dei deputati | Luigi D'Amato             | 166      | 326      |          |
| X           | Giovanni Prandini        | Lavori pubblici                                     | 15 gennaio 1992   | Camera dei deputati | Verdi                     | 190      | 275      | 4        |
| XI          | Giovanni Goria           | Finanze                                             | 21 ottobre 1992   | Camera dei deputati | MSI, PDS, Verdi           | 256      | 304      | 2        |
| XII         | Filippo Mancuso          | Grazia e giustizia                                  | 19 ottobre 1995   | Senato              | Progressisti, PP, LN      | 173      | 3        | 8        |
| XIII        | Michele Pinto            | Politiche agricole, alimentari e forestali          | 4 febbraio 1997   | Camera dei deputati | LN, AN                    | 250      | 311      |          |
| XIII        | Claudio Burlando         | Trasporti                                           | 2 aprile 1998     | Camera dei deputati | LN, AN, Misto             | 251      | 304      | 1        |
| XIII        | Giorgio Napolitano       | Interno                                             | 29 maggio 1998    | Camera dei deputati | CCD-CDU, LN, UDR          | 46       | 310      |          |
| XIII        | Giovanni Maria Flick     | Giustizia                                           | 29 maggio 1998    | Camera dei deputati | CCD-CDU, LN, UDR          | 46       | 310      |          |
| XIV         | Claudio Scajola          | Interno                                             | 1 agosto 2001     | Senato              | DS                        | 106      | 180      |          |
| XIV         | Pietro Lunardi           | Infrastrutture e trasporti                          | 16 febbraio 2005  | Camera dei deputati | DS                        | 186      | 267      |          |
| XVI         | Sandro Bondi             | Beni e attività culturali                           | 6 gennaio 2011    | Camera dei deputati | IdV, UdC                  | 292      | 314      | 2        |
| XVI         | Francesco Saverio Romano | Politiche agricole, alimentari e forestali          | 28 settembre 2011 | Camera dei deputati | PD                        | 294      | 315      |          |
| XVI         | Elsa Fornero             | Lavoro e politiche sociali                          | 4 luglio 2012     | Camera dei deputati | IdV, LN                   | 88       | 435      |          |
| XVII        | Angelino Alfano          | Interno                                             | 19 luglio 2013    | Senato              | M5S                       | 55       | 226      | 13       |
| XVII        | Annamaria Cancellieri    | Giustizia                                           | 20 luglio 2013    | Camera dei deputati | M5S                       | 154      | 405      | 3        |
| XVII        | Angelino Alfano          | Interno                                             | 5 novembre 2014   | Camera dei deputati | SEL                       | 125      | 367      |          |
| XVII        | Maria Elena Boschi       | Riforme costituzionali e rapporti con il Parlamento | 18 dicembre 2015  | Camera dei deputati | M5S                       | 129      | 373      |          |
| XVII        | Luca Lotti               | Sport                                               | 15 marzo 2017     | Senato              | M5S                       | 52       | 161      | 2        |
| XVIII       | Danilo Toninelli         | Infrastrutture e trasporti                          | 21 marzo 2019     | Senato              | PD, FI                    | 105      | 159      | 19       |
| XVIII       | Alfonso Bonafede         | Giustizia                                           | 20 maggio 2020    | Senato              | Lega                      | 131      | 160      | 1        |
| XVIII       | Alfonso Bonafede         | Giustizia                                           | 20 maggio 2020    | Senato              | +Europa                   | 124      | 158      | 19       |
| XVIII       | Roberto Speranza         | Salute                                              | 28 aprile 2021    | Senato              | FdI                       | 29       | 221      | 3        |
| XVIII       | Roberto Speranza         | Salute                                              | 28 aprile 2021    | Senato              | Italexit                  | 29       | 206      | 2        |
| XVIII       | Roberto Speranza         | Salute                                              | 28 aprile 2021    | Senato              | Alternativa c'è           | 28       | 204      | 2        |
| XIX         | Daniela Santanchè        | Turismo                                             | 26 luglio 2023    | Senato              | M5S                       | 67       | 111      |          |
| XIX         | Matteo Salvini           | Infrastrutture e trasporti                          | 3 aprile 2024     | Camera dei deputati | PD, M5S, Az               | 129      | 211      | 3        |
| XIX         | Daniela Santanchè        | Turismo                                             | 4 aprile 2024     | Camera dei deputati | M5S                       | 121      | 213      | 3        |
| XIX         | Daniela Santanchè        | Turismo                                             | 25 febbraio 2025  | Camera dei deputati | M5S, PD, AVS, IV-C-RE, Az | 134      | 206      | 1        |
| XIX         | Carlo Nordio             | Giustizia                                           | 26 marzo 2025     | Camera dei deputati | PD, M5S, AVS, IV-C-RE     | 119      | 215      |          |

### A livello regionale
A livello regionale l'istituto della mozione di sfiducia è disciplinato dagli statuti regionali e dai regolamenti consiliari. Secondo il citato art. 126, comma 2°, della Costituzione, il consiglio regionale può esprimere la sfiducia nei confronti del presidente della giunta mediante mozione motivata, sottoscritta da almeno un quinto dei suoi componenti e approvata per appello nominale a maggioranza assoluta dei componenti. Se lo statuto ha optato per l'elezione del presidente della giunta regionale a suffragio universale e diretto, l'approvazione della mozione di sfiducia comporta le dimissioni della giunta regionale e lo scioglimento del consiglio, secondo il principio "simul stabunt vel simul cadent".

### A livello provinciale e comunale
Una disciplina analoga a quella delle regioni, fondata anch'essa sul principio "simul stabunt, simul cadent", è prevista dalla legge per i comuni e le province. Infatti, secondo l'art. 52 del D.Lgs. 267/2000, il sindaco o il presidente della provincia e la giunta cessano dalla carica in caso di approvazione di una mozione di sfiducia votata per appello nominale dalla maggioranza assoluta dei componenti del consiglio comunale o provinciale. La mozione deve essere motivata e sottoscritta da almeno due quinti dei consiglieri (senza computare a tal fine il sindaco o il presidente della provincia). Se la mozione è approvata, il consiglio viene sciolto e, in attesa dell'elezione del nuovo consiglio e del nuovo sindaco o presidente della provincia, viene nominato un commissario al quale è affidata l'amministrazione dell'ente.